# Cortinarius austrovenetus
Espèce
Cortinarius austrovenetus est une espèce de champignons basidiomycètes de la famille des cortinariacées originaire d'Australie.